# 19730 Мак'явеллі
19730 Мак'явеллі (19730 Machiavelli) — астероїд головного поясу, відкритий 7 грудня 1999 року.
Тіссеранів параметр щодо Юпітера — 2,959.